# Зінченко Василь Омелянович
Василь Омелянович Зінченко (нар. 1910, місто Єйськ, тепер Краснодарського краю, Російська Федерація — 1985, місто Воронеж, тепер Російська Федерація) — радянський діяч, 2-й секретар Краснодарського крайового комітету ВКП(б), заступник завідувача відділу партійних, профспілкових і комсомольських органів ЦК ВКП(б). Член Центральної Ревізійної комісії КПРС у 1952—1956 роках. Депутат Верховної ради РРФСР 2—4-го скликань. Кандидат сільськогосподарських наук.

## Життєпис
Освіта вища. Член ВКП(б).
У 1939—1942 роках — директор Кубанської дослідної станції Всесоюзного науково-дослідного інституту олійних культур.
Учасник партизанського руху на Кубані під час німецько-радянської війни.
У 1942—1946 роках — завідувач відділу Краснодарського крайового комітету ВКП(б); старший науковий співробітник Всесоюзного науково-дослідного інституту олійних культур.
У 1946—1951 роках — 2-й секретар Краснодарського крайового комітету ВКП(б).
У 1951 — після 1953 року — заступник завідувача відділу партійних, профспілкових і комсомольських органів ЦК ВКП(б) (КПРС).
Потім — персональний пенсіонер в місті Воронежі.
Помер 1985 року в місті Воронежі.

## Нагороди
- орден Вітчизняної війни ІІ ст. (6.04.1985)
- орден Червоної Зірки (15.11.1943)
- медаль «За оборону Кавказу» (1944)
- медаль «За перемогу над Німеччиною у Великій Вітчизняній війні 1941—1945 рр.»
- медаль «За доблесну працю у Великій Вітчизняній війні 1941—1945 рр.»
- медалі
- Сталінська премія ІІІ ст. (1949) — за виведення сортів рицини з коробочками, що не розкриваються